# جادج فولتون
جادج فولتون هو قاضي وسياسي كندي، ولد في 1739، وتوفي في 25 سبتمبر 1826. انتخب عضو مجلس نواب نوفا سكوشا ‏.